# Mesorhabdus paragracilis
Mesorhabdus paragracilis är en kräftdjursart som beskrevs av Mungo Park 2000. Mesorhabdus paragracilis ingår i släktet Mesorhabdus och familjen Heterorhabdidae. Inga underarter finns listade i Catalogue of Life.